# Elizabeth Moberly
Pour les articles homonymes, voir Moberly (homonymie).
 (novembre 2015).
Elisabeth Moberly est une théologienne britannique, connue par la thèse qu'elle développe en 1983, dans laquelle elle présente à la fois les supposées origines de l'homosexualité (selon elle liée à la relation avec le parent du même sexe), et les possibilités de modifier cette orientation sexuelle. Elle est présentée généralement comme l'une des pionnières de la thérapie de conversion, dans laquelle elle est la première à inclure un fondement chrétien.

## Travaux
Moberly a surtout publié des ouvrages concernant l'aspect psychologique de la condition homosexuelle. Dans Psychogenesis: The Early Development of Gender Identity, elle s'intéresse de près aux travaux de Sigmund Freud sur ce thème.
Elle publie en 1983 à Cambridge un ouvrage intitulé Homosexuality: A New Christian Ethic. Dans celui-ci, elle présente l'orientation sexuelle comme un acquis, dépendant de la relation avec nos parents. Selon elle, l'homosexualité n'est pas génétique, ou hormonale, mais issue d'un déséquilibre relationnel vis-à-vis du parent du même sexe ; si cette relation était réparée, grâce notamment au soutien de la religion, les homosexuels pourraient (re)devenir hétérosexuels,. Elle et Joseph Nicolosi popularisent les théories et les pratiques des thérapies de conversion.

## Critiques
La thèse de Moberly n'est qu'une hypothèse, dont elle n'a pas testé les possibilités, et dont aucune recherche clinique ne prouve la justesse. Moberly s'est présentée elle-même en tant que psychologue, mais ne possède pas de doctorat dans cette matière, contrairement à son titre de philosophiæ doctor en théologie. Malgré cette absence d'expertise sur le sujet, ses écrits sont utilisés par les mouvements chrétiens de réorientation sexuelle, tel que Exodus International.

## Publications
- Suffering, Innocent and Guilty (1978), S.P.C.K.
- Psychogenesis: The Early Development of Gender Identity (1983)
- Homosexuality: A New Christian Ethic (James Clarke & Co, Cambridge, 1983, 1993).  (ISBN 0-227-67850-8);  (ISBN 978-0-227-67850-3)
- The Psychology of Self and Other (1985), Tavistock Publications.  (ISBN 0-422-79740-5);  (ISBN 978-0-422-79740-5)